# André Ricardo Lukianetz
André Ricardo Lukianetz est un joueur brésilien de volley-ball né le 5 décembre 1982 à Três de Maio dans l'état de Rio Grande do Sul au Brésil. Il mesure 1,92 m  et joue au poste de Réceptionneur-attaquant.
Il évolue depuis juillet 2012 sous les couleurs du Paris Volley.

## Clubs
| Club                       | Pays      | De        | À         |
| -------------------------- | --------- | --------- | --------- |
| Shopping ABC - Santo André | Brésil    | 2002-2003 | 2002-2003 |
| UCS/Colombo                | Brésil    | 2003-2004 | 2004-2005 |
| Benfica Lisbonne           | Portugal  | 2005-2006 | 2006-2007 |
| Pallavolo Santa Croce      | Italie    | 2007-2008 | 2008-2009 |
| VfB Friedrichshafen        | Allemagne | 2009-2010 | 2009-2010 |
| Medley/Campinas            | Brésil    | 2010-2011 | 2011-2012 |
| Paris Volley               | France    | 2012-2013 | ...-...   |